# Kertész K. Róbert
Kertész Károly Róbert; gyakran rövidítve Kertész K. Róbert (Budapest, 1876. június 9. – Budapest, 1951. augusztus 28.) magyar építész, helyettes államtitkár, utazó, egyetemi magántanár, szakíró. Kertész Róbert újságíró apja.

## Életpályája
Kertész Tivadar kereskedő és Demszky Anna fiaként született. Oklevelét a budapesti József Műegyetemen szerezte, 1900 és 1908 között tanársegédként dolgozott az ókori építészet tanszékén. 1908-ban a vallás- és közoktatásügyi minisztériumba került, ahol előbb az építési, majd 1922 és 1934 között a művészeti osztály vezetője volt helyettes államtitkári rangban. Tanulmányútjai során bejárta Európát, Amerikát és a Távol-Keletet. 1918-ban a budapesti Műegyetemen magántanári képesítést kapott a Kelet-ázsiai építőművészet tárgyköréből. 

## Épületei
Sváb Gyulával együttesen tervezte a gödöllői premontrei gimnáziumot. Számos tervpályázat nyertese. Weichinger Károllyal együtt ő készítette el a budapesti Városközpont (az ún. Fórum) terveit. Az új Városháza tervpályázatán is ők ketten nyerték el az első díjat, a tervek azonban nem valósultak meg. Weichingerrel közös műveihez tartoznak továbbá a lőrinci erőmű lakótelepének rendezési terve és középületei. Ő tervezte a Napraforgó utcai kísérleti lakótelepen a Napraforgó u. 9. sz. házat.
Tervben maradt 1928-ban a Maglódi úti szeretetházra Sváb Gyulával közös terve.

## Főbb írásai
- Japán művészete (Építőipar, 1905)
- Ceylon építészete (Magyar Mérnök és Építész Egylet Közleményei,  1906)
- Képek Ázsia Keletéről (Budapest, 1906)
- A magyar parasztház (tervgyűjtemény, Sváb Gyulával együtt, Budapest, 1907)
- Nemzeti építőművészet (Budapest, 1916)